# 코리아나오르니스
코리아나오르니스(영어: Koreanaornis)는 대한민국 경상남도 함안군에서 1969년 발견된 후 1970년에 기재된 새 발자국 화석에 붙여진 학명이다. 근처에서는 이 새의 발자국으로 추정되는 화석 및 다른 공룡의 화석들도 함께 발견되었다. 중생대 백악기 중반에 생존하였다. 이 새 화석은 1970년 4월 24일에 대한민국 천연기념물 제222호로 지정되었다.

## 같이 보기
- 시조새
- 시노르니스
- 공자새